# Ortsumgehung Oberbilk
Die Ortsumgehung Oberbilk ist eine geplante vierspurige Hauptverkehrsstraße in Düsseldorf, die in der jetzigen Projektierung die Werdener Straße mit der Karl-Geusen-Straße verbinden soll. Sie verläuft zum größten Teil auf dem nicht mehr für die Deutsche Bahn erforderlichen Gelände direkt neben der Bahntrasse. 2001 fasste die Stadt den Grundsatzbeschluss für den Bau der Entlastungsstraße. Seither laufen die Diskussionen über die Planung und die Finanzierung der Trasse. Im März 2023 wurde seitens der Stadt bekannt gegeben, dass sich der Baubeginn weiterhin verzögert und zudem die Ausführung in vereinfachter Form erfolgen soll.

## Verkehr
Als Ortsumgehungsstraße soll die neue Hauptverkehrsstraße die Kölner Straße weitgehend von Durchgangsverkehr entlasten.
Auf der Ortsumgehung Oberbilk wird mit einer Verkehrsbelastung von 25.000 Fahrzeugen pro 16 Stunden gerechnet. Ausbaupläne sehen vor, dass die Straße mit der Siegburger Straße verbunden wird und dann 39.000 Fahrzeuge pro Tag aufnimmt.
Da der prognostizierte Verkehr zu einer Überschreitung der Vorgaben der 16. Bundes-Immissionsschutzverordnung führen würde, ist eine 4 Meter hohe Schallschutzwand geplant.